# Georgiska cupen 2011/2012
Georgiska cupen 2011/2012 i fotboll, även Davit Kipianicupen, var den sextioåttonde totalt samt den tjugoandra upplagan av den georgiska cupen sedan Georgiens självständighet. Cupen inleddes den 17 augusti och avslutades med finalen den 26 maj 2012. Regerande mästare var FK Gagra, som lyckades vinna cupen för första gången säsongen 2010/2011. Finalen på Micheil Meschi-stadion vanns av Dila Gori, som slog ligamästarna FK Zestaponi med 4–1. Detta innebär att klubbarna kommer att mötas i den georgiska supercupen.

## Deltagare
Den officiella lottningen av den första matchomgången (sextondelsfinalerna) hölls den 11 augusti 2011 hos den georgiska fotbollsfederationen. 8 klubbar från Umaghlesi Liga och 16 klubbar från Pirveli Liga deltog i lottningen, vilket ger totalt 24 klubbar i sextondelsfinalerna. Samtliga klubbar utom de fyra klubbar som deltar i europacupsspelen säsongen 2011/2012 gick in i sextondelsfinalerna. De 4 bästa klubbarna från Umaghlesi Liga 2010/2011 (europacupslagen) kommer att gå in i åttondelsfinalerna. Dessa klubbar är FK Zestaponi (ligamästare), FK Dinamo Tbilisi (tvåa), Metalurgi Rustavi (trea) samt FK Gagra, som vann fjolårets cup. Detta ger totalt 28 deltagande lag i cupen.

## Regler
Inför årets upplaga delades lagen som deltar i sextondelsfinalerna upp i två zoner (öst och väst). I den västra zonen spelade 14 lag och i den östra 10. Matcherna spelas som en tvåmatchserie, med en hemmamatch och en bortamatch där det totala resultatet avgör vem som går vidare. Om bägge matcherna spelas oavgjort (exempelvis 1-1, 2-2) går man på regeln om bortamål. Detta innebär att den klubb som gjort flest mål på bortaplan går vidare. Går det inte att avskilja lagen på detta sätt (exempelvis 2-2, 2-2) spelas en förlängning i den andra matchen. Om denna fortlöper mållös går man till straffar för att avgöra vinnaren.

## Sextondelsfinaler
Lottningen till sextondelsfinalerna hölls den 11 augusti 2011. I denna delades klubbarna in i två zoner (10 + 14) och därefter lottade man matcherna. Den första matchen spelades den 17 augusti (detta gällde för samtliga 12 matcher som spelas). Samtliga matcher spelades parallellt (klockan 17:00 lokal tid). Returerna spreds ut över två dagar, den 13:e och den 14 september.

### Östra zonen
| Lag 1               | Lag 2              | Match 1 | Match 2 | Totalt           |
| ------------------- | ------------------ | ------- | ------- | ---------------- |
| Sioni Bolnisi       | Nortji Dinamoeli   | 1–1     | 1–1     | 2–2 (5–4 e.str.) |
| Aieti Sochumi       | Dila Gori          | 0–2     | 0–3     | 0–5              |
| Spartaki Tschinvali | Zooveti Tbilisi    | 4–0     | 2–2     | 6–2              |
| WIT Georgia         | STU Tbilisi        | 2–1     | 6–0     | 8–1              |
| Tjichura Satjchere  | Lokomotivi Tbilisi | 5–0     | 2–2     | 7–2              |

### Västra zonen
| Lag 1            | Lag 2                  | Match 1 | Match 2 | Totalt |
| ---------------- | ---------------------- | ------- | ------- | ------ |
| FK Samtredia     | Sulori Vani            | 1–1     | 0–3     | 1–4    |
| Dinamo Batumi    | Mertschali Ozurgeti    | 3–0     | 4–0     | 7–0    |
| Baia Zugdidi     | Tjcherimela Charagauli | 0–1     | 3–1     | 3–2    |
| Torpedo Kutaisi  | Mescheti Achaltsiche   | 2-0     | 6–1     | 8–1    |
| Kolcheti Chobi   | Kolcheti Poti          | 2–1     | 0–1     | 2–2*   |
| Guria Lantjchuti | FK Tjiatura            | 0–0     | 1–2     | 1–2    |
| Merani Martvili  | Skuri Tsalendzjicha    | 0–0     | 1–0     | 1–0    |

* Kolcheti Poti går vidare med fler gjorda bortamål.

## Åttondelsfinaler
Lottningen av åttondelsfinalerna hölls den 22 september 2011. De första matcherna spelades den 28 september och returmatcherna spelades den 2 november 2011.
| Lag 1               | Lag 2              | Match 1 | Match 2 | Totalt |
| ------------------- | ------------------ | ------- | ------- | ------ |
| Torpedo Kutaisi     | Dinamo Batumi      | 2–0     | 1–1     | 3–1    |
| WIT Georgia         | FK Tjiatura        | 3–2     | 2–0     | 5–2    |
| Dila Gori*          | Dinamo Tbilisi     | 2–2     | 0–0     | 2–2    |
| Sioni Bolnisi       | Baia Zugdidi       | 0–3     | 1–2     | 1–5    |
| Metalurgi Rustavi   | Tjichura Satjchere | 1–1     | 2–0     | 3–1    |
| Spartaki Tschinvali | Merani Martvili    | 0–2     | 1–1     | 1–3    |
| FK Gagra            | Sulori Vani        | 2–1     | 4–0     | 6–1    |
| Kolcheti Poti       | FK Zestaponi       | 1–2     | 0–0     | 1–2    |

* Dinamo Tbilisi går vidare med fler gjorda bortamål

## Kvartsfinaler
Kvartsfinalerna lottades vid Micheil Meschi-stadion i Tbilisi den 8 november 2011. 8 klubbar var kvar i cupen och bildade således 4 par. Den första matchomgången spelades parallellt den 24 november 2011. Returerna spelades den 7 december.
| Lag 1           | Lag 2             | Match 1 | Match 2 | Totalt |
| --------------- | ----------------- | ------- | ------- | ------ |
| Merani Martvili | FK Gagra          | 0–4     | 2–0     | 2–4    |
| FK Zestaponi    | Torpedo Kutaisi   | 1–1     | 2–1     | 3–2    |
| Dila Gori       | Baia Zugdidi      | 2–2     | 5–2     | 7–4    |
| WIT Georgia     | Metalurgi Rustavi | 0–1     | 1–2     | 1–3    |

## Semifinaler
Den 7 mars 2012 lottades semifinalerna i den georgiska cupen vid den georgiska fotbollsfederationens byggnad i Tbilisi. 4 klubbar är kvar i cupen där semifinalerna kom att äga rum med den första matchen den 10 april och returmötet den 18 april 2012. Resultatet av lottningen blev att FK Gagra ställs mot Dila Gori medan FK Zestaponi fick möta Metalurgi Rustavi. De två sistnämnda lagen har vunnit Umaghlesi Liga de två senaste säsongerna (FK Zestaponi vann 2010/2011 och Metalurgi vann 2009/2010).

### Gagra - Dila Gori
FK Gagra ställdes mot Dila Gori i semifinalen. Den första matchen spelades på Micheil Meschi-stadion i Tbilisi inför 3000 åskådare den 10 april 2012. Matchan slutade med förlust för Gagra, då Dila Gori vann med 2–1 på bortaplan. Returmatchen spelades den 18 april på Tengiz Burdzjanadze-stadion i Gori inför 2500 åskådare. I returen lyckades Gagra vinna med 1–0. Detta ledde till att det sammanlagda resultatet blev 2–2, vilket innebar att Dila Gori gick till final med fler gjorda bortamål.
|       | 10 april 2012 | FK Gagra     | 1–2     | Dila Gori                 | Micheil Meschi-stadion, Tbilisi           |                                           |
| 16:00 | 16:00         | 20′ Jeremiah | Rapport | 65′ Vatsadze 82′ Vatsadze | Publik: 3 000 Domare: Levan Kvaratschelia | Publik: 3 000 Domare: Levan Kvaratschelia |
| 16:00 | 16:00         |              |         |                           | Publik: 3 000 Domare: Levan Kvaratschelia | Publik: 3 000 Domare: Levan Kvaratschelia |
| 16:00 | 16:00         |              |         |                           | Publik: 3 000 Domare: Levan Kvaratschelia | Publik: 3 000 Domare: Levan Kvaratschelia |

|       | 18 april 2012 | Dila Gori | 0–1     | FK Gagra        | Tengiz Burdzjanadze-stadion, Gori           |                                             |
| 14:00 | 14:00         |           | Rapport | 89′ Kvantaliani | Publik: 2 500 Domare: Davit Charitonasjvili | Publik: 2 500 Domare: Davit Charitonasjvili |
| 14:00 | 14:00         |           |         |                 | Publik: 2 500 Domare: Davit Charitonasjvili | Publik: 2 500 Domare: Davit Charitonasjvili |
| 14:00 | 14:00         |           |         |                 | Publik: 2 500 Domare: Davit Charitonasjvili | Publik: 2 500 Domare: Davit Charitonasjvili |

### Zestaponi - Metalurgi
I den andra matchgruppen ställdes FK Zestaponi mot Metalurgi Rustavi. Den första matchen spelades samtidigt som Gagra mötte Dila Gori, den 10 april 2012 klockan 16:00. Den spelades på Davit Abasjidze Stadion i Zestaponi inför 2000 åskådare. Matchen slutade oavgjort, 1–1. Returen spelades även den samtidigt som Gagra mötte Dila Gori, den 18 april klockan 14:00. Matchen spelades på Poladi-stadion i Rustavi och slutade med seger för Zestaponi med 1–0. Detta innebar att Zestaponi gick vidare till finalen.
|       | 10 april 2012 | FK Zestaponi | 1–1     | Metalurgi Rustavi | Davit Abasjidze Stadion, Zestaponi   |                                      |
| 16:00 | 16:00         | 41′ Dvali    | Rapport | 37′ Sicharulidze  | Publik: 2 000 Domare: Lasja Silagava | Publik: 2 000 Domare: Lasja Silagava |
| 16:00 | 16:00         |              |         |                   | Publik: 2 000 Domare: Lasja Silagava | Publik: 2 000 Domare: Lasja Silagava |
| 16:00 | 16:00         |              |         |                   | Publik: 2 000 Domare: Lasja Silagava | Publik: 2 000 Domare: Lasja Silagava |

|       | 18 april 2012 | Metalurgi Rustavi | 0–1     | FK Zestaponi     | Poladi-stadion, Rustavi                    |                                            |
| 14:00 | 14:00         |                   | Rapport | 18′ Gorgiasjvili | Publik: 1 500 Domare: Malchaz Beuklisjvili | Publik: 1 500 Domare: Malchaz Beuklisjvili |
| 14:00 | 14:00         |                   |         |                  | Publik: 1 500 Domare: Malchaz Beuklisjvili | Publik: 1 500 Domare: Malchaz Beuklisjvili |
| 14:00 | 14:00         |                   |         |                  | Publik: 1 500 Domare: Malchaz Beuklisjvili | Publik: 1 500 Domare: Malchaz Beuklisjvili |

## Final
Finalen spelades den 26 maj 2012 på Micheil Meschi-stadion i Tbilisi. De två lag som möttes var FK Zestaponi och Dila Gori, som båda lyckades vinna sina semifinaler. Finalen vanns av Dila Gori med 4–1, vilket innebar klubbens första cuptitel.
|       | 26 maj 2012 | Dila Gori                                                         | 4–1           | FK Zestaponi  | Micheil Meschi-stadion, Tbilisi |                             |
| 19:00 | 19:00       | Chodzjava 31′ (str.) Vatsadze 48′ Illuridze 64′ Intskirveli 90+3′ | (1–1) Rapport | 13′ Aptsiauri | Domare: Levan Kvaratschelia     | Domare: Levan Kvaratschelia |
| 19:00 | 19:00       |                                                                   |               |               | Domare: Levan Kvaratschelia     | Domare: Levan Kvaratschelia |
| 19:00 | 19:00       |                                                                   |               |               | Domare: Levan Kvaratschelia     | Domare: Levan Kvaratschelia |